# جيري لي لويس
جيري لي لويس (بالإنجليزية: Jerry Lee Lewis)‏ (ولد 29 سبتمبر 1935) هو مغني وعازف بيانو أمريكي عزف موسيقى الروك أند رول والكانتري. وهو معروف بلقب The Killer أو «القاتل»، وينظر إليه على أنه «أول الرجال الجامحين في عالم الروك اند رول».
كان لويس أحد رواد موسيقى الروك أند رول، وفي عام 1956 قدم أول تسجيلاته في شركة صن بعنوان "Crazy Arms" وبيع منها 300,000 نسخة في الجنوب، ولكن أغنيته عام 1957 بعنوان "Whole Lotta Shakin' Going On" هي التي أطلقت شهرة لويس نحو العالم. أتبعها لويس بأغاني ناجحة مثل "Great Balls of Fire"، "Breathless"، "High School Confidential". لكن مسيرته تعثرت في أعقاب زواجه من ابنة عمه البالغة من العمر 13 سنة عندما كان بعمر 22 عاما.
لم يعد لويس يحقق نفس النجاح في قوائم الأغاني بعد الفضيحة وسرعان ما تلاشت شعبيته. انخفضت أتعابه في العروض الحية من 10,000 دولار في الليلة إلى 250 دولارا. كان مصمما في هذه الأثناء أن يستعيد بعضا من شعبيته. وكان يحقق نجاحات بسيطة في أواخر الستينات مثل "What'd I Say". وكانت عروضه الحية في هذا الوقت تزداد جموحا وحيوية. ألبومه Live at the Star Club, Hamburg، عام 1964 اعتبره العديد من الصحفيين والمعجبين كأحد أعنف وأكبر ألبومات الروك أند رول على الإطلاق. بعد سنوات من الغناء دون نجاح يذكر، انتقل لويس في عام 1968 نحو موسيقى الكانتري ويصدر أغاني ناجحة مثل "Another Place, Another Time". واستعادت مسيرته نشاطها في السبعينات بأغاني ناجحة مثل "To Make Love Sweeter For You"، "There Must Be More to Love Than This"، "Would You Take Another Chance on Me" و "Me And Bobby McGee".
استمرت نجاحات لويس طوال العقد. ولا يزال لويس يقيم الجولات في جميع أنحاء العالم ويصدر ألبومات جديدة. أحد هذه الألبومات، بعنوان Last Man Standing، هو أكثر ألبوماته مبيعا بأكثر من مليون نسخة بيعت في جميع أنحاء العالم.
كسب لويس اثني عشر أسطوانة ذهبية في مجالي الروك والكانتري، حصل على عدة جوائز غرامي، من بينها جائزة إنجازات الحياة. أدخل لويس في الصالة الفخرية للروك آند رول عام 1986، وتم الاعتراف بمساهمته الرائدة في قاعة مشاهير الروكابيلي. في عام 1989، تم اقتباس سيرته في فيلم Great Balls of Fire، بطولة دينيس كويد. في عام 2003، أدرجت مجلة رولينج ستون ألبومه All Killer, No Filler: The Anthology في المرتبة 242 على قائمة «أعظم 500 ألبوما على الإطلاق». وفي عام 2004، وضعته المجلة في المرتبة 24 على قائمتها لأعظم 100 فنان على الإطلاق. لويس هو آخر عضو حي من رباعي المليون دولار وكذلك صف 55 الذين عملوا في شركة صن والذي شمل أيضا جوني كاش، كارل بيركنز، روي أوربيسون، الفيس بريسلي.

## بدايات حياته

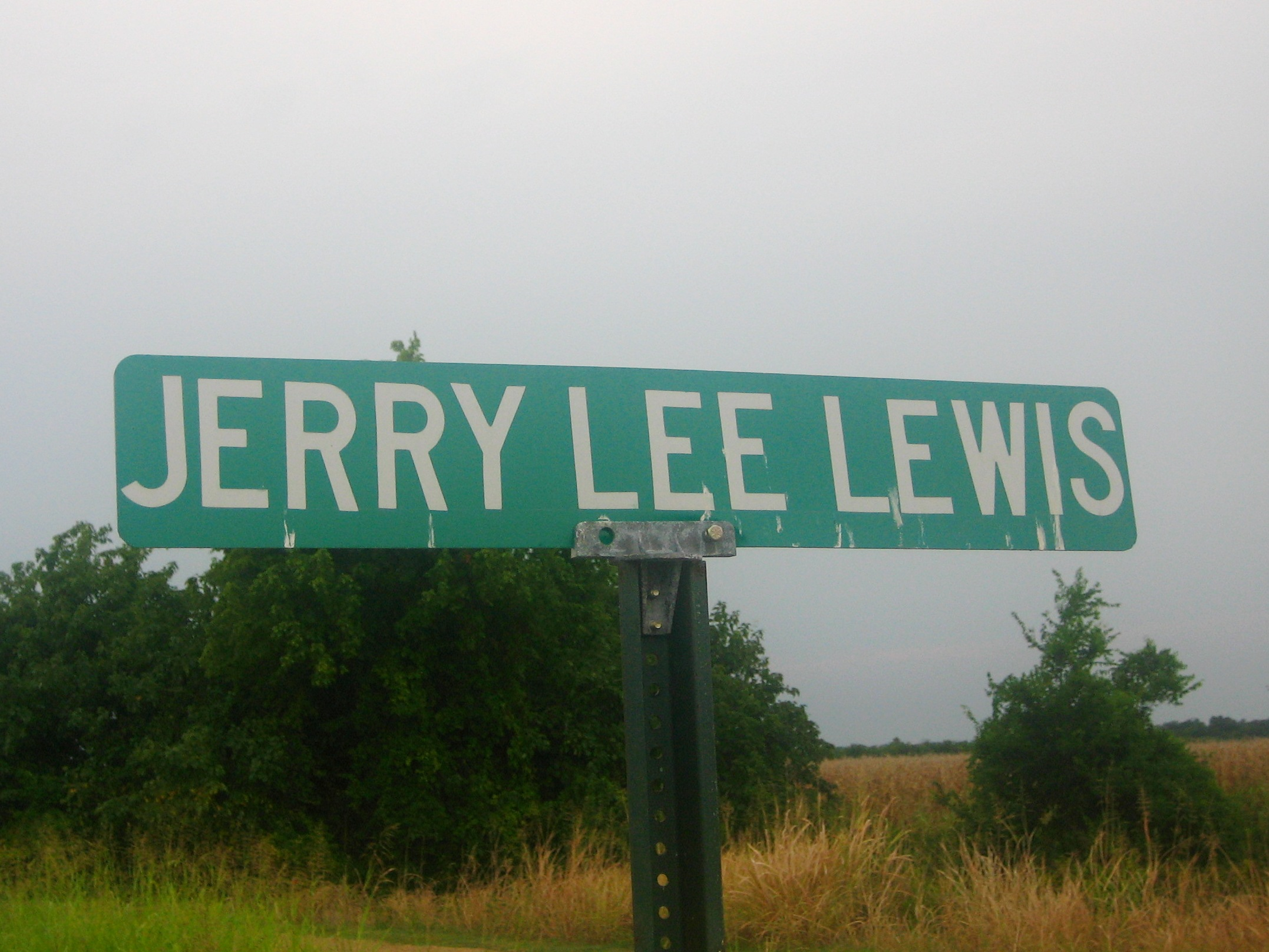
طريق جيري لي لويس في فيريداي، لويزيانا

ولد لويس لأسرة فقيرة ووالداه هما إلمو ومامي لويس من فيريداي في أبرشية كونكورديا في شرق لويزيانا، وبدأ العزف على البيانو في شبابه مع اثنين من أقربائه، مغني الكانتري ميكي غيلي والمبشر التلفزيوني جيمي سواجارت. قام والداه برهن مزرعتهم ليشتريا له البيانو. تأثر لويس بعزف قريبه، كارل ماكفوي (الذي دخل لاحقا مع فريق بيل بلاك)، وكذلك بالراديو، وحانة السود الواقعة عبر القضبان، لكن أكبر تأثير عليه كان المغني مون موليكان.
ألحقته والدته بمعهد الكتاب المقدس في وكساهاتشي، تكساس، لكي يغني ابنها الأغاني الإنجيلية. ولكن لويس عزف أغنية My God Is Real بأسلوب الروك في جمعية الكنيسة فأرسلته إلى الخارج في نفس الليلة. ذكر بيري غرين، الذي كان رئيس الهيئة الطلابية، أن لويس عزف موسيقى «دنيوية». في صباح اليوم التالي، قام العميد باستدعاء لويس وغرين إلى مكتبه لطردهم. وقال لويس أن غرين لا يستحق الطرد لأنه لم يكن بعلم لما حدث.
بعد تلك الحادثة، توجه إلى منزله وبدأ بالعزف في النوادي في فريداي وناتشيز، مسيسيبي وحولها، وأصبح جزءا من تيار الروك الجديد سجل أول أغنية تجريبية له في عام 1954. وقام برحلة إلى ناشفيل حوالي عام 1955 حيث عزف في الأندية، لكنه قوبل بالرفض من قبل غراند أول أوبري، كما رفض في لويزيانا هيرايد في شريفبورت. ونصحه مدراء شركات التسجيل في ناشفيل أن ينتقل إلى عزف الإيتار.
في نوفمبر 1956، سافر لويس إلى ممفيس، تينيسي، ليقدم اختبارا أمام شركة صن. وكان المالك سام فيليبس مسافرا إلى فلوريدا، ولكن المنتج والمهندس جاك كليمنت سجل له أغنية راي برايس "Crazy Arms" وأغنية لويس "End of The Road". خلال شهر ديسمبر 1956، بدأ لويس يسجل الأغاني، إما كفنان منفرد أو كعازف جلسة لفنانين مثل كارل بيركنز وجوني كاش.
تقدمت مسيرة لويس المنفردة خلال عام 1957، مع أغاني مثل "Whole Lotta Shakin' Goin' On" و "Great Balls of Fire"، وحققت له شهرة عالمية، رغم الانتقادات التي واجهتها الأغاني بسبب إيحاءاتها الجنسية ما دفع بعض المحطات الإذاعية إلى مقاطعتها. في عام 2005، اختيرت أغنية "Whole Lotta Shakin' Goin' On” لتحفظ في السجل الوطني في مكتبة الكونغرس.
وفقا لعدة مصادر أولية، بمن فيهم جوني كاش ولويس نفسه، فقد كان لويس مضطربا أيضا بسبب طبيعة أغانيه، حيث كان مسيحيا مؤمنا، وكان يعتقد اعتقادا راسخا أن أغانيه ستقوده هو وجمهوره إلى الجحيم. وطهر هذا الجانب من شخصية لويس عندما أدى دوره وايلون باين في فيلم ووك ذا لاين عام 2005، المقتبس عن حياة كاش.
كان لويس في كثير من حفلاته يركل مقعد البيانو جانبا ويعزف واقفا، ويرفع يديه إلى أعلى وأسفل لوحة المفاتيح بشكل درامي، ويجلس على لوحة المفاتيح وحتى يقف على الآلة. وكان أول ظهور له التلفزيون على برنامج ستيف ألين في 28 يوليو 1957 حيث قام فيه ببعض هذه الحركات. ويعتقد أنه قام مرة بحرق البيانو في نهاية العرض، احتجاجا على وضع اسمه تحت اسم تشاك بيري، لكنه نفى هذا، لكنه ذكر مرة أنه دفع بآلتي بيانو نحو النهر لأنها لم تعجبه. كما أظهر أسلوبه الديناميكي في أفلام مثل High School Confidential و Jamboree.

## زواجه من قاصر
كانت حياة لويس الشخصية مخفية عن الجمهور حتى مايو 1958 في جولته في بريطانيا حيث علم المراسل راي بيري (الصحفي الوحيد الحاضر في مطار لندن هيثرو)، عن زوجة لويس الثالثة، ميرا غيل براون. وهي ابنة عم لويس، وكان عمرها 13 سنة فقط في ذلك الوقت. (زعم لويس وزوجته وجميع طاقمه أن عمرها كان 15 عاما.) كان لويس بعمر 22 سنة. تسبب هذا بضجة إعلامية وتم إلغاء الجولة بعد ثلاث حفلات فقط.
لحقت هذه الفضيحة لويس إلى الولايات المتحدة، ونتيجة لذلك، تم حرمانه من الإذاعات واختفى تقريبا عن الساحة الغنائية. شعر لويس للخيانة من كثير من الناس الذين كانوا من أنصاره. أبعده ديك كلارك من عروضه. حتى أنه شعر أن سام فيليبس قد تخلى عنه عندما أصدر مقابلة وهمية بعنوان «عودة جيري لي» أعدها جاك كليمنت من مقتطفات من أغاني لويس لتجيب على أسئلة المقابلة، وألقت الضوء على مشاكله الزوجية والدعائية. وحده المقدم آلان فريد فقط هو الذي بقي وفيا للويس، وعرض أغانيه حتى تم إبعاد فريد بسبب مزاعم الرشوة.
وكان لويس لا يزال وقتها تحت عقد مع شركة صن، وبقي يصدر الأغاني. وانخفضت أجرته عن الحفلة من 10,000 دولار في الليلة إلى 250 دولارا في الحانات والنوادي الصغيرة.
وبحلول ذلك الوقت، كان فيليبس قد بنى ستدوديو جديد في 639 شارع ماديسون في ممفيس، وبالتالي تخلي عن الاستوديو القديم في شارع يونيون حيث سجل فيليبس أغاني بي بي كينغ، هاولن وولف، إلفيس بريسلي، كارل بيركنز، ولويس، وجوني كاش وغيرهم، كما افتتح استوديو آخر في ناشفيل. في الاستوديو الأخير سجل لويس الأغنية الناجحة الوحيدة خلال هذه الفترة، وهي أغنية راي تشارلز "What'd I Say" في عام 1961. أصدر لويس تسجيلا آخر هو مقطوعة لأوركسترا جلين ميلر بعنوان "In the Mood" على شكل مقطوعة روك وباسم مستعار هو «ذا هوك»، لكن مشغلي الأغاني تعرفوا على عزف البيانو المميز، وفشلت هذه المناورة.
انتهى عقد لويس مع شركة صن في عام 1963 وانضم لشركة سماش، حيث قدم عددا من أغاني الروك التي لم تحسن من مسيرته.
استعاد لويس بعضا من شعبيته خلال منتصف الستينات في أوروبا، وخاصة في المملكة المتحدة وألمانيا. وأصدر ألبومه Live at the Star Club, Hamburg عام 1964، حيث يعتبر على أحد أعظم ألبومات الروك أند رول الحية على الإطلاق.

### الأسرة
تزوج لويس سبع مرات:
أول زواج له كان من دوروثي بارتون، واستمر لمدة 20 شهرا، من فبراير 1952 إلى أكتوبر 1953 (رغم وجود احتمال أن لويس قد تزوج بارتون في وقت أبكر من 1952). ذكر لويس في مقابلة مع مجلة بيبول عام 1978: “كان عمري 14 عاما عندما كنت تزوجت أول مرة، وكانت زوجتي كبيرة جدا علي؛ كانت بعمر 17 عاما".
وكان زواجه الثاني من جين ميتشوم، ويشك في صحته لأنه تم قبل 23 يوما من إتمام طلاقه من بارتون. واستمر لأربع سنوات، من سبتمبر 1953 إلى أكتوبر 1957. وأنجب منه طفلين هما جيري لي لويس الابن (1954-1973) وروني غاي لويس (مواليد 1956).
زواجه الثالث من مايرا غيل براون، واستمر 13 عاما، من ديسمبر 1957 إلى ديسمبر 1970 (على ترتيب الزوجين لحفل زواج ثاني لأن طلاقه من جين ميتشوم لم تكن كاملا قبل إقامة الحفل الأول). وأنجبا طفلين هما ستيف ألين لويس (1959-1962) وفيبي ألين لويس (مواليد 1963).
زواجه الرابع كان من جارين إليزابيث غن بايت، استمرت من أكتوبر 1971 إلى 8 يونيو 1982، وأنجب ابنة هي لوري لي لويس (مواليد 1972)، وانتهى الزواج قبل عدة أسابيع من إتمام الطلاق عندما غرقت بايت في بركة سباحة في منزل أحد الأصدقاء الذين كانت تقيم معهم.
زواجه الخامس من شون ستيفنز، واستمر 77 يوما، من يونيو إلى أغسطس 1983، وانتهى بوفاتها. قد زعم أن لويس أساء لها وكان مسؤولا عن وفاتها.
زواجه السادس من كيري مكارفر، واستمرت 20 عاما، 1984-2004. وأنجبا طفلا واحدا هو جيري لي لويس الثالث (مواليد 1987). وفقا لجريدة يو إس أيه توداي، فقد كانت تسوية الطلاق كبيرة لصالح مكارفر.
زواجه السابع كان من جوديث براون، بدأ في 9 مارس 2012.
أنجب لويس أربعة أطفال على الأقل من زيجاته (وقد ادعى شخصان نسب أبوته لهما، لكن دون أي دليل). وفي عام 1962، غرق ابنه ستيف ألين لويس في حادث مسبح عندما كان في الثالثة، وفي عام 1973، توفي جيري لي لويس الابن في سن 19 عاما عندما انقلبت سيارة الجيب التي كان يقودها. وبقي من أولاده ابنه جيري لي لويس الثالث، وابنته فيبي ألين لويس.

### مسيرته اللاحقة
حاول لويس العودة في الستينات نحو الروك أند رول دون نجاح لمدة أربع سنوات مع شركة سماشن حتى بدأ يتجه نحو أغاني الكانتري.

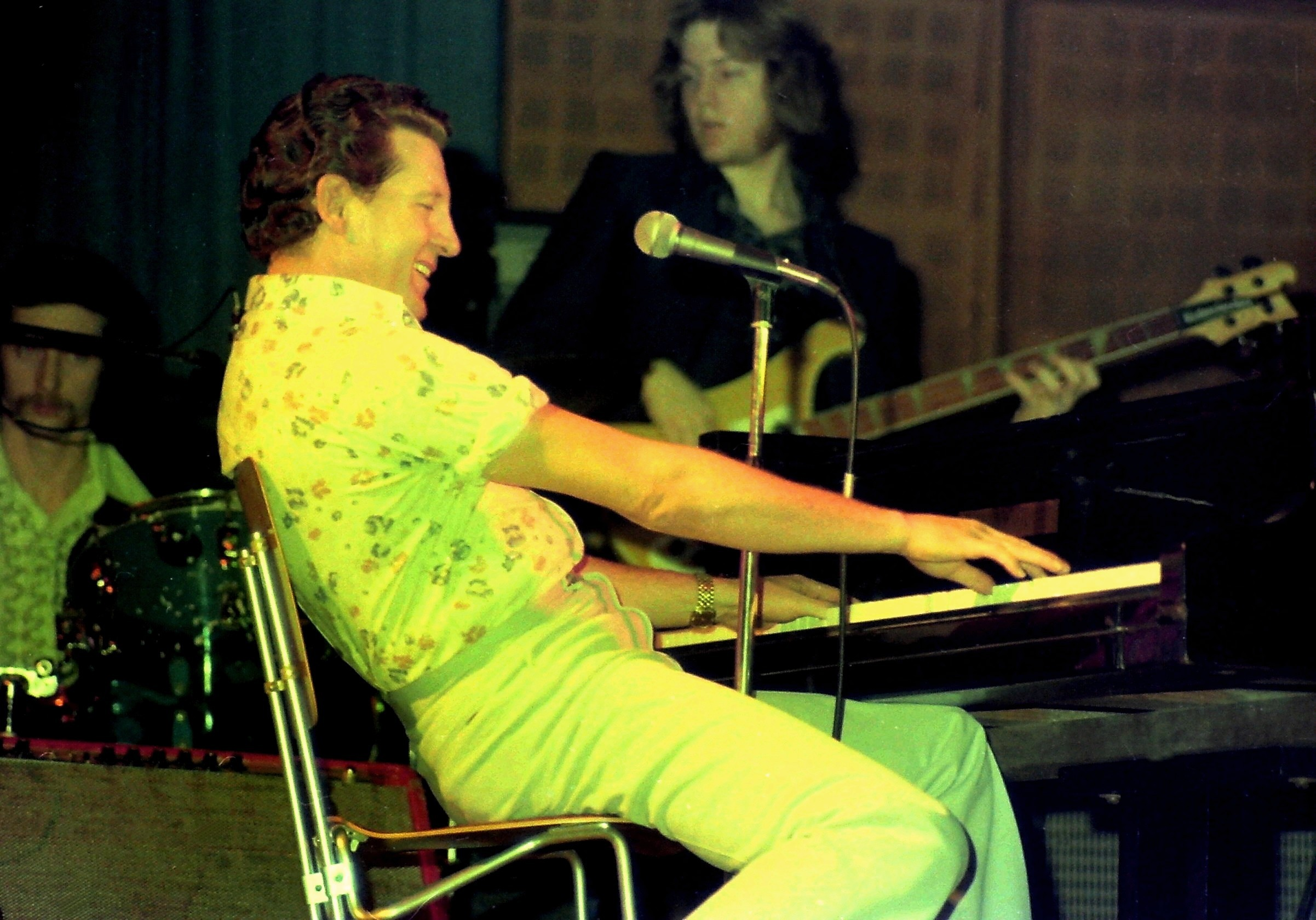
لويس في حفلة عام 1977

في عام 1968، احتلت أغنية "Another Place, Another Time" مركز متقدما في قوائم بيلبورد لأغاني الكانتري وبدأ بعدها سلسلة من الأغاني الناجحة التي أعادت له نجوميته في عالم موسيقى الكانتري. انتقل لويس لتسجيل أغانيه في تسجيلات ميركوري بدل سماش. شجعت شعبيته المتجددة شركة صن إنترناشنال لإصدار تسجيلات لم تنشر من العام 1963. استمرت نجاح لويس خلال السبعينات وبدأ يصدر أغاني روك مجددا. في عام 1979، وقع لويس مع شركة إلكترا، وأمضى فترة وجيزة جدا مع تسجيلات إم سي أيه في عام 1983، لكنه تركها لخلافات غير محددة.
في عام 1989، تم إنتاج فيلم سينمائي عن حياته بعنوان Great Balls of Fire، وأعاده الفيلم إلى الجمهور، خصوصا عندما قرر إعادة تسجيل كل أغانيه لوضعها في الموسيقى التصويرية للفيلم. واستند الفيلم على كتاب زوجته السابقة ميرا غال لويس، ولعب دينيس كويد دور لويس، وينونا رايدر دور ميرا، وأليك بالدوين دور جيمي سواجارت. ويركز الفيلم على بدايات مسيرة لويس وعلاقته مع ميرا، وينتهي بفضيحته في أواخر الخمسينات. أصدر لويس أغنية جديدة بعنوان "It Was the Whiskey Talkin' (Not Me)" وأدرجت في الموسيقى التصويرية لفيلم ديك تريسي.
بعد تراجع شعبية قريبه، المبشر التلفزيوني جيمي سواجارت، ازدادت الدعاية السلبية للعائلة المضطربة. سواجارت هو أيضا عازف بيانو، وكذلك قريبه الآخر، ميكي غيلي. وكان الثلاثة يستمعون لنفس الموسيقى في شبابهم، ويترددون على حانة هايني بيغ هاوس في فيريداي التي تقدم عروض البلوز السوداء. وكانت علاقة لويس وسواجارت معقدة على مر السنين.

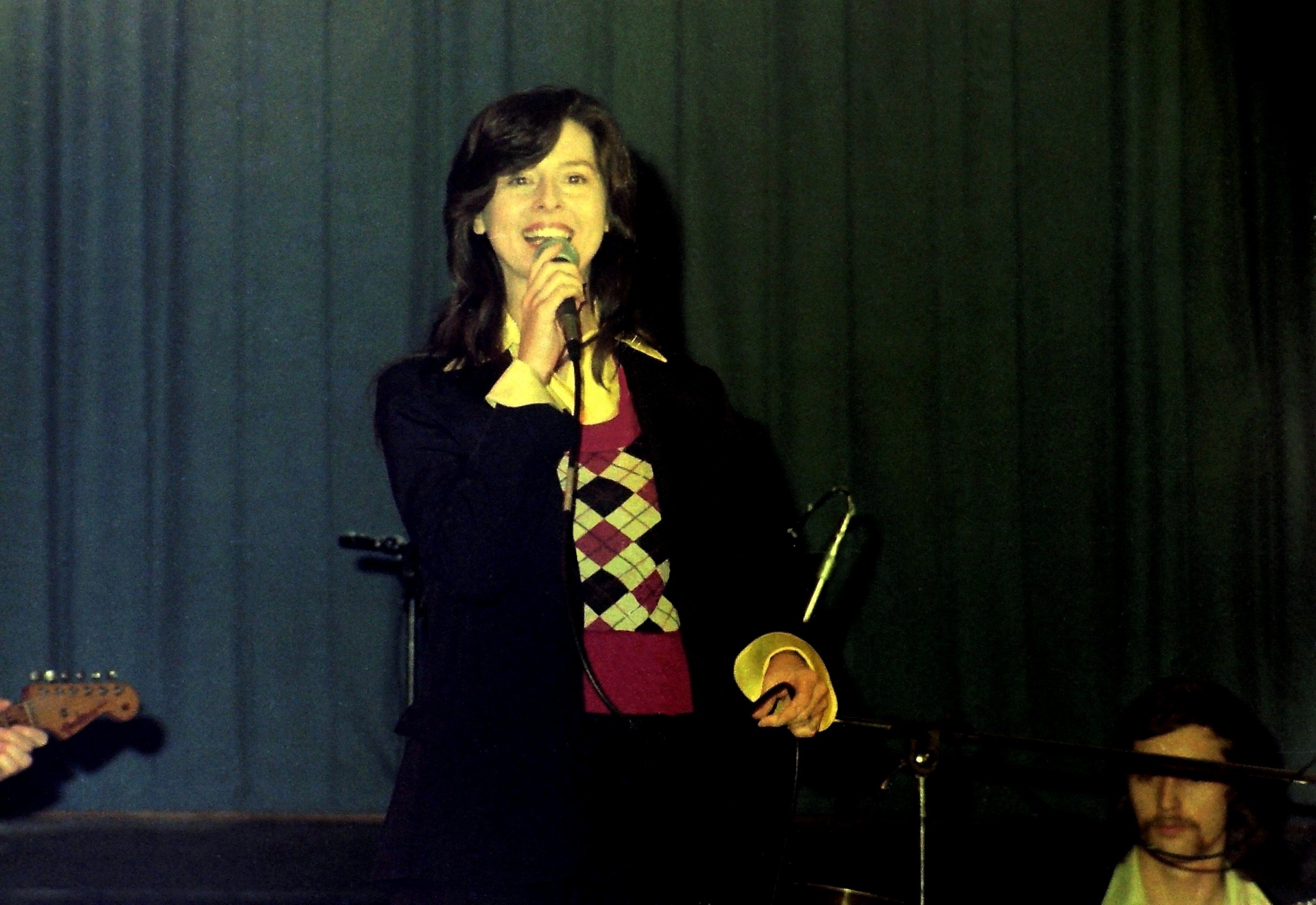
ليندا غاي لويس في جولة مع أخيها عام1977، في لودفيغهافن، ألمانيا

سجلت شقيقته، ليندا غيل لويس، عدة أغاني مع أخيها، وقامت بجولات معه لفترة من الوقت وسجلت عدة أغاني مع فان موريسون.
«القاتل»، هو لقب أطلق عليه منذ الطفولة، حيث عرف بصوته القوي ووصلات البيانو على المسرح. وقد وصفه روي أوربيسون بأنه أفضل عازف في تاريخ الروك أند رول.
في عام 1986، كان لويس أحد أوائل من أدخلوا في الصالة الفخرية للروك أند رول.
في عام 1998، قام بجولة في أوروبا مع تشاك بيري وليتل ريتشارد. في 12 فبراير 2005، ومنح جائزة غرامي لإنجازات حياته من قبل أكاديمية التسجيلات. في 26 سبتمبر 2006، أصدر ألبوما جديدا بعنوان Last Man Standing، ويضم العديد من الثنائيات الشرفية لعدد من نجوم الروك أند رول. تلقي الألبوم استحسان النقاد ووصل للمركز الرابع في قائمة بيلبورد للألبومات، وتصدر قائمة الألبومات المستقلة لأسبوعين. كما أصدر ألبوم حي عن أغاني هذا الألبوم في مارس 2007، وحقق له جائزته العاشرة ضمن جوائز الأسطوانة الذهبية التي ربحها في حياته، حيث بيع منه أكثر من نصف مليون نسخة في الولايات المتحدة فقط. وكان أكثر ألبومات لويس مبيعا على الإطلاق. ويضم مساهمات ميك جاغر، ويلي نيلسون، جيمي بايج، كيث ريتشاردز، رود ستيوارت، من بين آخرين.
في 10 فبراير 2008، ظهر مع جون فوغرتي وليتل ريتشارد على حفل جوائز جرامي الخمسين، حيث قدم مجموعة من أغانيه.
يعيش لويس الآن في مزرعة في نسبيت، ميسيسبي مع عائلته.
في 4 يونيو 2008، أدخل لويس في قاعة مشاهير موسيقيي لويزيانا.
في أكتوبر 2008، كان لويس في جولة أوروبية، وعاد إلى المملكة المتحدة، بعد ما يقرب من 50 عاما بالضبط من جولته الأولى. وقدم عرضين في لندن: عرض خاص في نادي 100 في 25 أكتوبر وعرض على لندن فوروم يوم 28 أكتوبر مع واندا جاكسون وشقيقته ليندا غيل لويس.
في 29 أكتوبر 2009، افتتح لويس حفل قاعة مشاهير الروك أن رول الخامس والعشرين في ماديسون سكوير غاردن في نيويورك.

## الجوائز
بين عامي 1957 و 2006، أصدر لويس 47 أغنية منفردة و22 ألبوم احتلت المراكز العشرين الأولى على قوائم بيلبورد لأغاني البوب والروك والكانتري والأغاني المستقلة، وكذلك قوائم الأغاني البريطانية. بلغت أربعة عشر منها المركز الأول على مختلف هذه القوائم. كما كسب عشر أسطوانات ذهبية. كما أدخل النسخة الأصلية من "Great Balls of Fire" في قاعة مشاهير جرامي عام 1998، كما أدخل التسجيل الأصلي لأغنية "Whole Lotta Shakin' Goin On" في عام 1999. في 12 فبراير 2005، تلقى لويس جائزة إنجازات الحياة عن أكاديمية التسجيلات في اليوم الذي سبق حفل جرامي الرئيسي، والذي حضره أيضا. وفي 10 أكتوبر 2007، تلقى لويس جائزة قاعة مشاهير الروك أند رول.

## وصلات خارجية
- جيري لي لويس على موقع IMDb (الإنجليزية)
- جيري لي لويس على موقع الموسوعة البريطانية (الإنجليزية)
- جيري لي لويس على موقع روتن توميتوز (الإنجليزية)
- جيري لي لويس على موقع ميوزك برينز (الإنجليزية)
- جيري لي لويس على موقع رولينغ ستون (الإنجليزية)
- جيري لي لويس على موقع قاعدة بيانات برودواي على الإنترنت (الإنجليزية)
- جيري لي لويس على موقع إن إن دي بي (الإنجليزية)
- جيري لي لويس على موقع أول ميوزيك (الإنجليزية)
- جيري لي لويس على موقع ديسكوغز (الإنجليزية)
- جيري لي لويس على موقع قاعدة بيانات الفيلم (الإنجليزية)